# 雲岩区
雲岩区（うんがん-く）は中華人民共和国貴州省貴陽市に位置する市轄区。

## 産業
貴陽市の中でも経済発展の著しい区域。第二次産業、第三次産業の比重が高く、伝統的農業はむしろ下降気味である。
商業は発達し、星力百貨、国貿、北京華連の様な商業施設もある。

## 行政区画
下部に17街道、1鎮を管轄する。
- 街道
  - 大営路街道、黔霊東路街道、文昌閣街道、塩務街街道、普陀路街道、八鴿岩街道、毓秀路街道、威清門街道、市西河街道、頭橋街道、三橋路街道、馬王街道、金関街道、茶園路街道、楊恵街道、漁安街道、水東路街道
- 鎮
  - 黔霊鎮

## 交通

### 鉄道
- 中国国家鉄路集団
  - 川黔線

（重慶方面）- 大寨駅 - 黔霊山駅 -（貴陽方面）
- 貴陽軌道交通
  - 1号線

- 雅関駅 - 南埡路駅 - 八鴿岩駅 - 北京路駅 - 噴水池駅 - 中山西路駅 -
- - 2号線
  - 3号線

### 道路
- 高速道路
  - 滬昆高速道路
  - 蘭海高速道路
  - 貴陽環状高速道路
- 国道
  - G210国道
  - G320国道
  - G321国道